# DON'T SAY GOOD-BYE
「DON'T SAY GOOD-BYE」（ドント・セイ・グッドバイ）は、メロン記念日×BEAT CRUSADERSのシングル。

## 概要
メロン記念日が行った『ロック化計画コラボレーションシングル』シリーズの第一弾。BEAT CRUSADERSとのコラボレーション。
全国のタワーレコード店舗、タワーレコードオンラインショップ、メロン記念日のコンサート及びイベントの物販のみで発売された。
タワーレコード店舗で購入すると、『ロック化計画コラボレーションシングル』シリーズ全購入者特典として貰えるオリジナルCDケースの引換券が配布された。
裏ジャケットにはメロン記念日の「メ」の字が記載されている。

## 収録曲
作詞：ヒダカトオル　作曲・編曲：BEAT CRUSADERS
1. DON'T SAY GOOD-BYE
2. DON'T SAY GOOD-BYE （Instrumental）